# Reiner Geye
Reiner Geye (ur. 22 listopada 1949 w Duisburgu, zm. 8 sierpnia 2002 w Moguncji) – niemiecki piłkarz występujący na pozycji napastnika. Zmarł na ciężką chorobą wątroby, wynikającą z problemu alkoholowego.

## Kariera klubowa
Geye zawodową karierę rozpoczynał w 1966 roku w Eintrachcie Duisburg 48. W 1968 roku trafił do Fortuny Düsseldorf, grającej w Regionallidze. W sezonie 1970/1971 awansował z nią do Bundesligi. Zadebiutował w niej 14 sierpnia 1971 w przegranym 1:3 meczu z Bayernem Monachium. 13 listopada 1971 w wygranym 3:2 spotkaniu z Arminią Bielefeld strzelił pierwszego gola w trakcie gry w Bundeslidze. W Fortunie Geye grał do 1977 roku.
Latem 1977 roku przeszedł do 1. FC Kaiserslautern, również grającego w Bundeslidze. Pierwszy ligowy mecz zaliczył tam 6 sierpnia 1977 przeciwko Eintrachtowi Brunszwik (2:1). W 1981 roku dotarł z klubem do finału Pucharu Niemiec, ale Kaiserslautern przegrało tam 1:3 z Eintrachtem Frankfurt. W 1986 roku Geye zakończył karierę.

## Kariera reprezentacyjna
W reprezentacji Niemiec Geye zadebiutował 15 listopada 1972 w wygranym 5:1 towarzyskim meczu ze Szwajcarią. 4 września 1974 w wygranym 2:1 towarzyskim spotkaniu ze Szwajcarią strzelił pierwszego gola w trakcie gry w kadrze. W latach 1972–1974 w drużynie narodowej Geye rozegrał 4 spotkania i zdobył jedną bramkę.